# Edskärret
Edskärret este o arie protejată (arie specială de conservare — SAC, sit de importanță comunitară — SCI) din Suedia întinsă pe o suprafață de 1,6 ha, integral pe uscat.

## Localizare
Centrul sitului Edskärret este situat la coordonatele 60°16′39″N 18°19′40″E / 60.2775°N 18.3277°E.

## Înființare
Situl Edskärret a fost declarat sit de importanță comunitară în decembrie 1995 pentru a proteja 2 specii de plante și 2 specii de animale. Situl a fost protejat și ca arie specială de conservare în martie 2011.

## Biodiversitate
Situată în ecoregiunea boreală, aria protejată conține 1 habitat natural: Mlaștini alcaline.
La baza desemnării sitului se află mai multe specii protejate:
- plante (2): Buxbaumia viridis, moșișoare (Liparis loeselii)
- nevertebrate (2): Vertigo angustior, Vertigo geyeri